# Ahmed ibn Hanbel
 (арап. احمد بن محمد بن حنبل ابو عبد الله الشيباني, ili skraćeno Ibn Hanbal ili Imam Hanbal) bio je arapski мuslimаnski pravnik, teolog, asketa, i hadiski tradicionalista. On je bio enormno uticajan i energičan učenjak tokom svog vremena. Ibn Hanbel je postao „jedan od najpoštovanijih” i najslavnih ličnosti u tradiciji sunizma, u okviru koga je često nazivan takvim epitetima poštovanja kao što su istinski Šejh islama, dokaz vere, i pečat Mujtahid imama. On je bio retrospektivno opisan kao „najznačajniji eksponent tradicionalističkog pristupa u sunizmu”, sa „dubokim uticajem koji je dotakao gotovo svako područje” ortodoksne sunske misli. Kao jedan od glavnih klasičnih zagovornika važnosti korištenja hadiske literature u upravljanju islamskim zakonom i životom, Ibn Hanbel je poznat po kompajliranju jedne od najvažnijih sunskih hadisnih kolekcija, proslavljenog Musnada, jednog enormnog pregleda proročkih tradicija koji je nastavio da vrši znatan uticaj u polju hadiskih studija do današnjice. Dodatno, Ibn Hanbel se isto tako smatra osnivačem hanbelijske škole sunske sudske prakse, koja je jedna od četiri glavne ortodoksne pravne škole sunizma.
Ahmedov otac je pred njegovo rođenje preselio iz Merva u Horasanu u Bagdad. U to vreme njegova majka je bila trudna i odmah po dolasku u Bagdad rodila je Ahmeda 780. godine. Inače, njegovo poreklo se spaja sa poreklom poslanika Muhameda. On je poznat u narodu kao Ahmed ibn Hanbel, iako mu Hanbel nije otac, nego deda. To je zbog toga što mu je otac Muhamed bio obični vojnik, dok mu je deda bio daleko poznatiji, naime, bio je gradonačelnik Šerhasa u Horasanu za vreme omejadske vladavine.

## Detinjstvo i obrazovanje
Otac mu je umro kada je on bio sasvim mali. Neki tvrde da je Ahmed imao tada samo tri godine, a njegov otac trideset godina. Svu brigu o njemu je preuzela majka. Ahmed je još kao dete naučio arapski jezik i Kur'an napamet. Ebu Jusuf, poznati hanefijski pravnik i Ebu Hanifin učenik, bio je prvi učitelj od koga Ahmed počinje da uči. To priznaje sam Ahmed kada kaže: Prvi od koga sam beležio hadis bio je Ebu Jusuf. Zna se da je jedan od njegovih prvih učitelja bio i Hušejm Bešir kod koga je Ahmed pune četiri godine slušao hadis i to od 179. do 183. god. Tada je Ahmed, kako tvrdi Ibn Kesir, imao 16 godina.
Prvo njegovo putovanje u potrazi za hadisom van rodnog Bagada bilo je 805. godine kada odlazi u Kufu, a tri godine kasnije odlazi u Basru. Nakon toga odlazi u Meku, 809. godine kada sluša Sufjana ibn Ujejnu. Te godine Ahmed prvi put obavlja i hadž. Nakon toga putuje u Jemen (819. godine) gde u Sani sluša čuvenog Abdul Rezaka. Sa njim putuje i Jahja Majn, njegov savremenik, takođe Hadiski učenjak i kritičar hadisa. Nedostatak materijalnih sredstava ga je sprečio da otputuje u Rej i sluša poznatog učenjaka Džerira ibn Abdul Hamida. Za to mu je trebalo 50 dirhema, što on, zbog skromnog materijalnog stanja, nije mogao sebi da priušti.
Inače, detinjstvo je proveo živeći skromno, jer mu otac, osim male, skromne kuće ništa drugo nije ostavio. Zato je od malih nogu bio primoran da zarađuje za život, baveći se krojačkim zanatom, tkanjem i prodajom odjeće, pisarskim zanatom, čak i prenošenjem tereta

## Učitelji
Ahmed ibn Hanbel od petnaeste, a prema nekim izvorima, od šesnaeste godine obilazi hadiske stručnjake i od njih uči Hadis i hadiske nauke. Tako je obišao brojne islamske naučne centre i slušao brojne učitelje kao što su: Ebu Jusuf Jakub ibn Ibrahim El-Kadi, poznati učenik Ebu Hanife, Hušejm ibn Bešir El-Vasiti, Abdul Rahman ibn Mehdi, Sufjan ibn Ujejne, Sulejman ibn Harb, Ebu Bekr ibn Ajaš, Abdul Rezak ibn Hemam El Sanani, Ebu Davud El Tajalisi, Ebu Bekr ibn Ebi Šejbe, Muhamed ibn Idris El Šafi, Jahja ibn Seid El-Katan, Vekia ibn El Džerah, Džerir ibn Abdul Hamid, Ishak ibn Rahevejh, Abdulah ibn Numejr, Bišr ibn El Mufedal, Ismail ibn Ulejje i dr.

## Učenici
Njegovi učenici su bili između ostalih i: Buharija, Muslim, Ebu Davud, Ebu Zura Er-Razi, Ebu Hatim Er-Razi, Osman ibn Seid Ed-Darimi, Jahja ibn Adem, Jezid ibn Harun, Jahja ibn Mein, Zijad ibn Ejub, Bekij ibn Mahled, Hanbel ibn Ishak, Muhamed ibn Refia, Davud ibn Amr, te njegovi sinovi Abdullah i Salih i stotine drugih.

## Pogledi i misli
Ibn Hanbelova glavna doktrina je ono što je kasnije postalo poznato kao „tradicionalistička misao”, koja je naglašavala prihvatanje samo Kurana i hadisa kao temelja ortodoksnog verovanja. On je, međutim, verovao da je samo nekolicina odabranih bila valjano ovlašćena da tumači svete tekstove.

### Teologija

#### Bog
Ibn Hanbel je shvatio savršenu definiciju Boga kao onu datu u Kuranu, i stoga je smatrao da ispravno verovanje u Boga predstavlja verovanje u opis koji je Bog dao o Sebi u islamskom spisu. Za početak, Ibn Hanbel je tvrdio da je Bog jedinstven i apsolutan i apsolutno neuporediv ni sa čim u svetu Njegovih stvorenja. Što se tiče različitih božanskih atributa, Ibn Hanbel je verovao da sve uobičajene božije osobine, kao što su sluh, vid, govor, svemoć, volja, mudrost, vizija vernika na dan vaskrsenja itd, treba da budu doslovno potvrđene kao „stvarnosti“ (hak). Što se tiče onih atributa koji se nazivaju „dvosmisleni“ (mutašabih), kao što su oni koji govore o Božijoj ruci, licu, prestolu i sveprisutnosti, viđenju vernika na dan vaskrsenja, itd, trebalo je da se razumeju na isti način. Ibn Hanbel je tretirao te stihove u svetim spisima sa očigledno antropomorfnim opisima kao muhkamat (jasnim) stihovima; priznajući samo doslovno značenje.

## Dela
Ahmed ibn Hanbel je napisao veliki broj djela među kojima su:
- Musned
- Kitabul Sunne
- Kitabul Tefsir
- Kitabul Zuhd
- Kitabus-salat
- Kitabul menasikil kebir /-sagir
- Kitabul Tarih,
- Kitabul nasihi vel mensuh
- Risala fil-Kur'an i dr.

### Musned
Najveće i najznačajnije Ahmedovo djelo je, svakako, Musned, koji je počeo sakupljati još od 802. godine i utrošio na njega većinu životnog vijeka.

### Broj hadisa
Ahmedov Musned, zavisno od izvora koji se koristi, sadrži između 30.000 i 40.000 hadisa. Većina islamskih izvora navodi da njegov Musned bez ponovljenih hadisa dostiže brojku od 30.000, a sa ponovljenim 40.000. Ovaj broj hadisa Ahmed ibn Hanbel je izabrao od 750.000 hadisa kako i sam kaže: „Ovo delo sam sakupio i sastavio od 750.000 hadisa. Ko se od muslimana bude razilazio u vezi sa Muhamedovim hadisima, neka se vrati na ovo delo, pa ko ga ne nađe u ovom delu, onda mu taj hadis ne može poslužiti kao argument.”

## Smrt
Ahmed ibn Hanbel umro je u Bagdadu, 863. godine u 77. godini života.

## Literatura
- al-Ājurrī, Kitāb al-Sharīʿa, Beirut 2000
- Holtzman, Livnat, “Aḥmad b. Ḥanbal”, in: Encyclopaedia of Islam, THREE, Edited by: Kate Fleet, Gudrun Krämer, Denis Matringe, John Nawas, Everett Rowson
- al-Dhahabī, Siyar aʿlām al-nubalāʾ, ed. Shuʿayb al-Arnaʾūṭ and Ḥusayn al-Asad, 25 vols., Beirut 1401–9/1981–8
- Ibn Abī Yaʿlā, Ṭabaqāt al-ḥanābila, ed. Muḥammad Ḥāmid al-Fiqī, 2 vols., Cairo 1952
- Aḥmad b. Ḥanbal, al-Masāʾil wa-l-rasāʾil al-marwiyya ʿan al-imām Aḥmad b. Ḥanbal, ed. ʿAbdallāh b. Salmān b. Sālim al-Aḥmadī, 2 vols., Riyadh 1991
- Aḥmad b. Ḥanbal, al-ʿIlal wa-maʿrifat al-rijāl, ed. Waṣiyyallāh b. Muḥammad ʿAbbās, Bombay 1408/1988
- Aḥmad b. Ḥanbal, Kitāb al-ṣalāh (with a supplement comprising Ibn Qayyim al-Jawziyya's al-Ṣalāh wa-aḥkām tārikīhā), ed. Zakariyyā ʿAlī Yusūf, Cairo 1971
- Aḥmad b. Ḥanbal, Kitāb al-zuhd, ed. Muḥammad Jalāl Sharaf, Beirut 1981
- Aḥmad b. Ḥanbal, al-Musnad lil-imām Aḥmad b. Ḥanbal, ed. Aḥmad Muḥammad Shākir, 20 vols., Cairo 1416/1995
- Aḥmad b. Ḥanbal, al-Radd ʿalā l-zanādiqa wa-l-Jahmiyya, in ʿAlī Sāmī al-Nashshār and ʿAmmār Jumʿī al-Ṭālibī (eds.), ʿAqāʾid al-salaf (Alexandria 1971), 51–103
- Ṣāliḥ b. Ḥanbal, Sīrat al-imām Aḥmad b. Ḥanbal, ed. Fuʾād ʿAbd al-Munʿim Aḥmad, 2 vols. in one, Alexandria 1401/1981
- Ibn al-Jawzī, Manāqib al-imām Aḥmad, ed. ʿĀdil Nuwayhiḍ, Beirut 1393/19732
- Ibn Kathīr, al-Bidāya wa-l-nihāya, 16 vols., Cairo 1418/1998
- Ibn Qayyim al-Jawziyya, Ijtimāʿ al-juyūsh al-islāmiyya, ed. ʿAwwād ʿAbdallāh al-Muʿtaq, Riyadh 1419/1999
- Ibn Taymiyya, Darʾ taʿāruḍ al-ʿaql wa-l-naql, ed. Muḥammad Rashād Sālim, 11 vols., Riyadh 1979–81
- Abū Nuʿaym al-Iṣfahānī, Ḥilyat al-awliyāʾ wa-ṭabaqāt al-aṣfiyāʾ, 10 vols., Beirut 1409/1988
- Marʿī b. Yūsuf al-Karmī, al-Shahāda al-zakiyya fī thanāʾ al-aʾimma ʿalā Ibn Taymiyya, ed. Najm ʿAbd al-Raḥmān Khalaf, Beirut 1404/1984
- Abū Bakr al-Khallāl, al-Sunna, ed. ʿAṭiyya al-Zahrānī, 7 vols., Riyadh 1410/1989
- Abū Bakr Aḥmad b. Muḥammad b. al-Ḥajjāj al-Marwazī, Kitāb al-waraʿ, ed. Samīr b. Amīn al-Zuhayrī, Riyadh 1418/1997.

### Studije
- Binyamin Abrahamov, Islamic theology. Traditionalism and rationalism, Edinburgh 1998
- Binyamin Abrahamov, "The bi-lā kayfa doctrine and its foundations in Islamic theology," Arabica 42/1–3 (1995), 365–79
- Muḥammad Abū Zahra, Ibn Ḥanbal. Ḥayātuhu wa-ʿaṣruhu wa-fiqhuhu, Cairo 1947
- Michael Cooperson, "Aḥmad Ibn Ḥanbal and Bishr al-Ḥāfī. A case study in biographical traditions," SI 86 (1997/2), 71–101
- Michael Cooperson, Classical Arabic biography. The heirs of the prophets in the age of al-Maʾmūn, Cambridge 2000
- Daniel Gimaret, "Theories de l'acte humain dans l'école ḥanbalite," BEO 29 (1977), 157–78
- Ignáz Goldziher, "Aḥmed b. Muḥammad b. Ḥanbal," EI1
- Ignáz Goldziher, Vorlesungen über den Islam, Heidelberg 1910
- Gibril F. Haddad, The four imams and their schools, London 2007
- Wael B. Hallaq, "Was al-Shafiʿi the master architect of Islamic jurisprudence?," IJMES, 25 (1993), 590
- Livnat Holtzman, "Human choice, divine guidance and the fiṭra tradition. The use of ḥadīth in theological treatises by Ibn Taymiyya and Ibn Qayyim al-Jawziyya," in Yossef Rapoport and Shahab Ahmed (eds.), Ibn Taymiyya and his times, Karachi 2009
- Livnat Holtzman, Predestination (al-qaḍāʾ wa-l-qadar) and free will (al-ikhtiyār) as reflected in the works of the Neo-Ḥanbalites of the fourteenth century, Ph.D. diss., Bar-Ilan University 2003 (in Hebrew)
- Nimrod Hurvitz, The formation of Ḥanbalism. Piety into power, London 2002
- Nimrod Hurvitz, "From scholarly circles to mass movements. The formation of legal communities in Islamic societies," American Historical Review 108/4 (2003), 985–1008
- Henri Laoust, "Aḥmad b. Ḥanbal," EI2
- Henri Laoust, La profession de foi d'Ibn Baṭṭa, Damascus 1958
- Henri Laoust, "Les premières professions de foi ḥanbalites," in Mélanges Louis Massignon (Damascus 1956–7), 3:7–35
- Wilferd Madelung, "The origins of the controversy concerning the creation of the Koran," in J. M. Barral (ed.), Orientalia hispanica (Leiden 1974), 1:504–25
- George Makdisi, "Ḥanbalite Islam," in Merlin L. Swartz (ed.), Studies on Islam (Oxford 1981), 216–64
- Christopher Melchert, "The adversaries of Aḥmad ibn Ḥanbal," Arabica 44 (1997), 234–53
- Christopher Melchert, Ahmad ibn Hanbal, Oxford 2006
- Christopher Melchert, The formation of the Sunni schools of law, 9th–10th centuries C.E., Leiden 1997
- Christopher Melchert, "The Ḥanābila and the early Ṣūfīs," Arabica 48/3 (2001), 352–67
- Christopher Melchert, "The Musnad of Aḥmad ibn Ḥanbal," Der Islam 82 (2005), 32–51
- Christopher Melchert, "The piety of the Hadith folk," IJMES 34 (2002), 425–39
- John A. Nawas, "A reexamination of three current explanations for al-Maʾmūn's introduction of the miḥna," IJMES 26 (1994), 615–29
- Walter M. Patton, Aḥmed ibn Ḥanbal and the miḥna, Leiden 1897
- Muḥammad Z. Siddiqi, Ḥadīth literature, ed. and revised by Abdal Hakim Murad, Cambridge 1993
- Morris S. Seale, Muslim theology. A study of origins with reference to the Church Fathers, London 1964
- Susan Spectorsky, "Aḥmad Ibn Ḥanbal's fiqh," JAOS 102/3 (1982), 461–5
- Susan Spectorsky, Chapters on marriage and divorce. Responses of Ibn Ḥanbal and Ibn Rāhwayh, Austin 1993
- W. Montgomey Watt, The formative period of Islamic thought, Edinburgh 1973
- W. Montgomey Watt, Islamic creeds, Edinburgh 1994
- Wesley Williams, "Aspects of the creed of Imam Ahmad Ibn Hanbal. A study of anthropomorphism in early Islamic discourse," IJMES 34 (2002), 441–63.